# Эксцентрический юпитер
Эксцентрический юпитер (англ. Eccentric Jupiter) — разновидность газовых гигантов, вращающихся вокруг звезды по сильно вытянутой орбите, имеющей большой эксцентриситет. Примерно такой же эксцентриситет имеют кометы.
Существование каких-либо землеподобных планет в пределах орбиты такого юпитера невозможно вследствие его мощной гравитации, так как она разрушила бы их орбиты. Вокруг самой же планеты могут вращаться спутники, наличие среди них крупных и землеподобных не исключено. Распространённость планет этого класса достаточно высока — 7 % от всех звёзд имеют планету подобного класса. Распространённость горячих юпитеров значительно ниже. Также известны высокоэксцентричные юпитеры, эксцентриситет которых более 0,6. Из 200 обнаруженных в 2006 году таких планет было 15.
Практически любая типичная планета-гигант с орбитальным периодом свыше пяти дней (то есть не горячий юпитер) имеет средний эксцентриситет примерно 0,23.
Самую вытянутую орбиту имеет планета HD 80606 b, эксцентриситет которой около 0,933, а год на планете длится 111 дней. Расстояние до своей звезды HD 80606 (жёлтый карлик немного слабее Солнца) варьирует от 0,84 до всего 0,03 а. е. В перигелии планета относится к горячим юпитерам, в афелии планета лежит в «зоне жизни». В перигелии гипотетическому наблюдателю на планете звезда бы имела угловые размеры в 30 раз больше солнечных. Многие подобные планеты проходят через «зону жизни».
Примером могут служить планеты-гиганты HD 3651b, HD 37605b, HD 45350b, HD 80606b, HD 89744b, 16 Лебедя Bb. Жизнь на них (в ожидаемых нами формах) существовать не может, так как в перигелии планета может получать в сотни раз больше тепла, чем в афелии.